# いわき中央橋
E6
いわき中央橋（いわきちゅうおうばし）は、福島県いわき市にある道路橋である。

## 概要
上り
- 全長：683m[1]/364.5m[2]
  - 主径間：-/73.0m[2]
- 幅員：9.3m[1]
- 形式：12径間鋼連続鈑桁橋
- 施工：-/宮地エンジニアリング[2]
- 竣工：1998年[1]

下り
- 全長：672m[1]/353m[3]
  - 主径間：/82.0m[3]
- 幅員：9.3m[1]
- 形式：/5径間鋼連続合計箱桁橋[3]
- 施工：-/IHIインフラシステム[3]
- 竣工：1998年[1]/2020年[3]

「/」より前側は国土交通省の道路台帳によるもの。後ろ側は橋梁年鑑詳細データによるもの。
いわき市好間町北好間字屋敷前から字槐作に至る。常磐自動車道いわき中央インターチェンジ～四倉パーキングエリア間を通し、二級水系夏井川水系好間川支流井田木川と国道49号、一級市道北町田松坂線、およびいわき中央インターチェンジを渡る。全長は上り線側が683mであり、福島県内の道路橋梁の中で10番目に長い。
常磐自動車道開通当初終点であったいわき中央インターチェンジより北側へ延伸開通させる際に現在の上り線側が暫定2車線で開通し、後の4車線化により下り線側が供用された。国土交通省道路台帳に記載されているデータは橋梁全体の、橋梁年鑑に記載されているデータは上下線が独立している桁部分のものであり、実際は1998年の延伸工事の際に現在の上り側橋梁として683mが開通し、A1橋台からP6橋脚までの6径間319mが片側2車線、合計4車線幅のある上下本線車線減少部、および下り本線流入ランプ合流、上り本線流出ランプ分流部分として、残り364.5mが上下対向暫定2車線として供用され、2020年の4車線化工事により下り線側2車線分の桁である353mが供用された。橋梁の真下に出口側料金所が、東側に入口側ゲートが位置し、国道49号との交差点は橋のすぐ西側に位置する。橋梁北側にてすぐに好間トンネルと接続する。

## 沿革
- 1999年3月25日：いわき中央IC - いわき四倉IC間開通に伴い、上り線側と下り線側の一部が供用開始される[5]。
- 2016年6月8日 - 当該区間の4車線化工事の事業許可が国土交通省より与えられる。
- 2021年3月30日 - いわき中央IC - いわき四倉IC間4車線化開通に伴い下り線側の残り一部が供用開始される。[6]。

## 周辺
- 福島県警察本部高速道路交通警察隊いわき分駐隊
- 新常磐交通いわき中央インターバス停
- 古河電子いわき分工場